# 솔턴 뷰츠 화산
솔턴 뷰츠 화산(Salton Buttes)은 미국 캘리포니아주 솔턴호 옆에 위치한 화산이다. 샌디에이고에서 약 160km떨어진 곳에 위치한다. 해발고도 -40m로 해수면보다 낮아 소형 화산으로 분류된다. 그러나 여전히 활동을 하는 활화산으로 분류되며, 분화 가능성도 높아지고 있다고 한다. 멀렛 섬, 옵시디언 뷰트, 록 힐 등 여러 종상 화산 봉우리들로 구성되어 있다. 땅속의 마그마로부터 올라오는 지열 덕분에 이화산, 머드팟, 온천, 분기공 등 여러 지열 요소들이 발달하였으며, 이로 인한 지열 발전소도 있다. 최근 샌디에이고에서는 이 화산에서 나오는 강한 유황 냄새를 맡을 수 있었다고 한다.